# Brachyrostra
De Brachyrostra zijn een groep theropode dinosauriërs die behoren tot de groep van de Abelisauridae.
De klade Brachyrostra werd voor het eerst gedefinieerd door Fernando Novas in 2008 als "alle abelisauriden die nauwer verwant zijn aan Carnotaurus sastrei dan aan Majungasaurus crenatissimus".
De naam, de "kortsnuiten", is afgeleid van het Klassiek Griekse brachy, "kort" en het Latijnse rostrum, "snuit", een verwijzing naar de gedrongen schedelvorm. In totaal werden zes synapomorfieën, gedeelde afgeleide kenmerken, gegeven.
Volgens Novas waren de volgende in 2008 bekende soorten Brachyrostra: Carnotaurus sastrei Bonaparte, 1985; Aucasaurus garridoi Coria, Chiappe & Dingus, 2002; Ilokelesia aguadagrandensis Coria & Salgado, 2000; Ekrixinatosaurus novasi Calvo, Rubilar Rogers & Moreno, 2004 en Skorpiovenator bustingorryi die tegelijk met de klade benoemd werd.
De Brachyrostra zijn exclusief Zuid-Amerikaanse vormen uit het late Krijt. Ze zijn de zustergroep van Majungasaurus binnen de Carnotaurinae. De beschrijvers zien ze als een bewijs van de hypothese dat Zuid-Amerika tijdens het Krijt een afgescheiden continent was.
Novas gaf dit kladogram van de verwantschappen binnen de groep:
|  | Carnotaurus |
|  |             |
|  | Aucasaurus  |
|  |             |

|  | Ilokelesia                                                          |
|  |                                                                     |
|  | \| \| Skorpiovenator \| \| \| \| \| \| Ekrixinatosaurus \| \| \| \| |
|  |                                                                     |
|  | Skorpiovenator                                                      |
|  |                                                                     |
|  | Ekrixinatosaurus                                                    |
|  |                                                                     |

|  | Skorpiovenator   |
|  |                  |
|  | Ekrixinatosaurus |
|  |                  |

|  | Carnotaurus |
|  |             |
|  | Aucasaurus  |
|  |             |

|  | Ilokelesia                                                          |
|  |                                                                     |
|  | \| \| Skorpiovenator \| \| \| \| \| \| Ekrixinatosaurus \| \| \| \| |
|  |                                                                     |
|  | Skorpiovenator                                                      |
|  |                                                                     |
|  | Ekrixinatosaurus                                                    |
|  |                                                                     |

|  | Skorpiovenator   |
|  |                  |
|  | Ekrixinatosaurus |
|  |                  |